# Палометса
Палометса (ест. Palometsa, виро Palomõtsa) — село в Естонії, входить до складу волості Виру, повіту Вирумаа.

## Видатні уродженці
- Йохан Хаагіванг — естонський політик.